# Польське Радіо
Польське Радіо (пол. Polskie Radio S. A.) — єдина національна, загальнодоступна акціонерна компанія радіомовлення в Польщі, зі штаб-квартирою у Варшаві.

## Історія
1 лютого 1925 року Польським товариством радіотехніки була проведенна перша радіопередача. У Варшави відбулася тестовий ефір і одночасно технічний експеримент.
18 серпня 1925 року Тадеушем Суловським і Зигмунтом Хемецем було засноване Польське Радіо і розпочало регулярні передачі з Варшави вже наступного 1926 року, а саме 18 квітня.
27 грудня 2023 року було ухвалено рішення про ліквідацію компанії.

## Мережа

### Загальнонаціональні радіостанції
- Polskie Radio Program I — загальна.
- Polskie Radio Program II — культура та мистецтво.
- Polskie Radio Program III — польська та популярна музика.
- Polskie Radio Program IV — молодіжне радіо.
- Polskie Radio 24 — Інформаційне.
- Polskie Radio Regionalna — мережа регіональних радіостанцій Польського радіо:
  - Вармінсько-Мазурське воєводство:
    - Polskie Radio Olsztyn

  - Поморське воєводство:
    - Polskie Radio Gdańsk

  - Західнопоморське воєводство:
    - Polskie Radio Szczecin (мовлення охоплює Західно-Поморське Воєводство)
    - Polskie Radio Koszalin (мовлення охоплює Кошалін)
    - Radio Słupsk (мовлення охоплює Слупськ)
    - Radio 94i4fm (мовлення охоплює Щецин)

  - Любуське воєводство:
    - Radio Zachód (мовлення охоплює Любуське воєводство, віщає з Зеленої Гури)
    - Radio Zielona Góra (мовлення охоплює Зелену Гуру)
    - Radio Gorzów (мовлення охоплює Гожув)

  - Нижньосілезьке воєводство:
    - Radio Wrocław (загальна, мовлення охоплює Нижньосілезьке воєводство)
    - Radio RAM (мовлення охоплює Вроцлав)
    - Radio Wrocław Kultura (культура)

  - Опольське воєводство:
    - Polskie Radio Opole

  - Сілезьке воєводство:
    - Polskie Radio Katowice (мовлення охоплює Сілезьке воєводство)
    - Radio OK Katowice (мовлення охоплює Катовиці)

  - Великопольське воєводство:
    - Radio Poznań (віщає з Познані, мовлення охоплює Великопольське воєводство)
    - MC Radio (мовлення охоплює Познань)

  - Малопольське воєводство:
    - Radio Kraków (загальна)
    - OFF Radio Kraków (культура)

  - Підкарпатське воєводство:
    - Polskie Radio Rzeszów

  - Куявсько-Поморське воєводство:
    - Polskie Radio Pomorza i Kujaw

  - Мазовецьке воєводство:
    - Polskie Radio RDC (віщає з Варшави)

  - Лодзинське воєводство:
    - Radio Łódź

  - Свентокшиське воєводство:
    - Polskie Radio Kielce

  - Підляське воєводство:
    - Polskie Radio Białystok

  - Люблінське воєводство:
    - Polskie Radio Lublin (мовлення охоплює Люблінське воєводство)
    - Radio Freee (мовлення охоплює Люблін)

Доступні у всіх регіонах Польщі через ефірне радіомовлення (цифрове (DAB+) та аналогове на УКХ (УКХ CCIR, раніше — УКХ OIRT), Polskie Radio Program I також на ДХ), ефірне (цифрове (DVB-T) на ДМХ), кабельне, супутникове телебачення, IPTV, а також через Інтернет, раніше — через проводове радіомовлення.

### Міжнародні радіостанції
- Polskie Radio dla Zagranicy — іноземна служба Польського Радіо. До її складу входять служби (редакції):
  - Радіо Польща — радіоблок російською для України, Білорусі та Росії
  - Беларуская служба Польскага радыё[be] — радіоблок білоруською мовою для Білорусі
  - Українська служба Польського радіо — радіоблок українською мовою для України
  - Polskie Radio dla Zagranicy — радіоблок польською мовою для України і Білорусі
  - Radio Poland — радіоблок англійською для Західної Європи.

Зарубіжна служба є джерелом інформації про позицію Польщі щодо подій, що відбуваються в Центральній і Східній Європі та в усьому світі. Щодоби в ефір виходить 11 годин нових передач на 7 мовах: івриті, польською, англійською, німецькою, російською, українською, білоруською.
Доступні через ефірне радіомовлення (аналогове на СВ (російська та білоруська служби), раніше — на КВ), через супутникове телебачення та Інтернет (потокове мовлення, російська, українська, білоруська та польська служба єдиним потоком, утворюючи тим самим «східно-європейську хвилю Польського радіо»).